# Arena Kijów
Arena Kijów (ukr. Жіночий футбольний клуб «Арена» Київ, Żinoczyj Futbolnyj Kłub "Arena" Kyjiw) – ukraiński kobiecy klub piłkarski z siedzibą w Kijowie.

## Historia
Chronologia nazw:
- 1990—1991: Arena Kijów (ukr. «Арена» Київ)
- 1992—1993: Arena-Hospodar Fastów (ukr. «Арена-Господар» Фастів)
- 1993: Arena Kijów (ukr. «Арена» Київ)

Kobieca drużyna piłkarska Arena Kijów została założona w Kijowie na początku 1990. W 1990 klub debiutował w Wysszej Lidze ZSRR, w której zajął 6. miejsce w 1 grupie. W następnym sezonie 1991 klub zajął najpierw pierwsze miejsce w 2 grupie, a potem w meczu o 3. miejsce przegrał 0:1 z klubem SKIF Małachowka. Również debiutował w rozgrywkach Pucharu ZSRR, ale już w pierwszym etapie zajął przedostatnie 3. miejsce w grupie. W 1992 klub przeniósł się do Fastowa i pod nazwą Arena-Hospodar Fastów debiutował w Wyszczej Lidze Ukrainy, w której zdobył wicemistrzostwo. W rozgrywkach Pucharu Ukrainy w finale przegrał 1:1 i 0:0 z Dynamem Kijów. W następnym sezonie 1993 klub po zakończeniu rundy wiosennej powrócił do Kijowa i przywrócił starą nazwę Arena Kijów, a następnie zdobył mistrzostwo oraz Puchar Ukrainy. Ale potem niespodziewanie został rozformowany.

## Sukcesy
- Wysszaja Liga ZSRR:

4. miejsce: 1991
- Wyszcza Liha:

mistrz: 1993
wicemistrz: 1992
- Puchar Ukrainy:

zdobywca: 1993
finalista: 1992